# The Trouble with Women
The Trouble with Women (Brasil: Domínio das Mulheres / Portugal: Elas Mandam)[carece de fontes?] é um filme estadunidense de 1947, do gênero comédia, dirigido por Sidney Lanfield e estrelado por Ray Milland e Teresa Wright. Este é o segundo filme que os protagonistas fizeram no ano. O anterior foi The Imperfect Lady.

## Sinopse
Gilbert Sedley, professor de psicologia, vai lecionar em uma pequena cidade do interior. Ele acabara de publicar um livro em que afirma, com base na hipnose, que as mulheres gostam de ser tratadas rudemente. No tribunal, um réu usa suas teorias para justificar o espancamento da esposa. A repórter Kate Farrell, sob pseudônimo, publica matéria em que acusa Gilbert de incentivar a violência contra o sexo feminino. Gilbert processa o jornal e seguem-se escaramuças dos dois lados, mas a essa altura ele e Kate já estão querendo mesmo é cair nos braços um do outro.

## Elenco
| Ator/Atriz    | Personagem     |
| ------------- | -------------- |
| Ray Milland   | Gilbert Sedley |
| Teresa Wright | Kate Farrell   |
| Brian Donlevy | Joe McBride    |
| Rose Hobart   | Agnes          |
| Charles Smith | Ulysses        |
| Frank Faylen  | Geeger         |
| Lloyd Bridges | Avery Wilson   |